# Lamanonia brasiliensis
Lamanonia brasiliensis är en tvåhjärtbladig växtart som beskrevs av C.S. Zickel & H.F. Leitão Filho. Lamanonia brasiliensis ingår i släktet Lamanonia och familjen Cunoniaceae. Inga underarter finns listade i Catalogue of Life.